# Gladys Spellman
Gladys Blossom Spellman z d. Noon (ur. 1 marca 1918 w Nowym Jorku, zm. 19 czerwca 1988 w Rockville) – amerykańska polityk ze stanu Maryland, związana z Partią Demokratyczną. W latach 1975–1981 była przedstawicielką piątego okręgu wyborczego w stanie Maryland w Izbie Reprezentantów Stanów Zjednoczonych.

## Życiorys
Urodziła się 1 marca 1918 w Nowym Jorku. Uczęszczała do szkół publicznych w Nowym Jorku i Waszyngtonie, a następnie studiowała na George Washington University. Kształciła się również w Departamencie Rolnictwa Stanów Zjednoczonych. Następnie pracowała jako nauczycielka w szkołach w hrabstwie Prince George's. Karierę polityczną rozpoczęła na szczeblu samorządowym. W 1967 została mianowana na stanowisko doradcze przez ówczesnego prezydenta, Lyndona B. Johnsona. W 1972 została przewodniczącą Narodowego Stowarzyszenia Hrabstw (National Association of Counties). W 1975 została po raz pierwszy wybrana do Izby Reprezentantów Stanów Zjednoczonych.
Ubiegała się o czwartą reelekcję do Izby Reprezentantów Stanów Zjednoczonych, gdy 31 października 1980 jej serce przestało tymczasowo bić podczas konkursu kostiumów na Halloween, który Spellman pomagała oceniać w lokalnym centrum handlowym. Znalazła się przez to w stanie krytycznym i przez kilka tygodni pozostawała w szpitalu. Mimo tego, dwa dni po tym zdarzeniu zdecydowanie wygrała w wyborach zdobywając około 80% głosów. Ostatecznie jej stan ustabilizował się i była w stanie samodzielnie oddychać, jednak przytomności nie odzyskała aż do śmierci w 1988. Decyzją Kongresu Stanów Zjednoczonych z 24 lutego 1981 uznano ją za niezdolną do zasiadania w Kongresie ze względów zdrowotnych i zarządzono wybory uzupełniające, które wygrał Steny Hoyer. Był to pierwszy przypadek w historii Kongresu, że zwolniono miejsce w Kongresie ze względów zdrowotnych.
Zmarła w wieku 70. lat 19 czerwca 1988 w Rockville w stanie Maryland. Ostatnie osiem lat życia spędziła w śpiączce. Jest pochowana na Cmentarzu Narodowym w Arlington w Wirginii.

## Wyróżnienia
W 1985, gdy utworzono Maryland Women's Hall of Fame (Panteon Sławy Kobiet z Maryland), Spellman została wprowadzona do niego jako jedna z pierwszych pięciu kobiet. Jej imieniem nazwany jest specjalistyczny szpital oraz szkoła podstawowa w Cheverly w stanie Maryland, a także Baltimore-Washington Parkway, atrakcyjna widokowo droga, łączącą Baltimore z Waszyngtonem i znajdująca się pod ochroną National Park Service.